# Murailles de Sovana
Les murailles de Sovana (en italien : Mura di Sovana) constituent le système défensif du village de Sovana, une frazione de la commune de Sorano, dans la province de Grosseto en Toscane.

## Histoire

### Murs étrusques
Les murs étrusques ont été construits en points distincts à partir du VIIe siècle av. J.-C.
Une section des murailles a été choisie pour délimiter la zone archéologique actuelle de Sovana dans les points non protégés par les parois abruptes de tuf volcanique ; depuis la nécropole, la courtine traverse le Pianetto et remonte les pentes de la colline sur laquelle le dôme de Sovana a été construit à l'époque médiévale.
Un deuxième tronçon de murailles, distinct du précédent, est visible dans la zone de la Rocca Aldobrandesca, de l'autre côté de la ville. Ces courtines constituèrent la base de la construction des murailles médiévales correspondantes, recouvrant en partie les structures étrusques préexistantes.

### Murs médiévaux
Les murs médiévaux ont été construits par les Aldobrandeschi entre les XIe et XIIe siècles, pour protéger le centre de Sovana, l'un des principaux villages contrôlés par eux à cette époque, qui en 1274 fut élevé au rang de capitale du comté de Soana.
Les structures défensives, constituées de blocs de tuf, entouraient complètement le village médiéval, s'adaptant à l'orographie du plateau sur lequel elles étaient construites.
Sur le côté est, les murailles de Sovana ont été encore renforcés avec la construction de l'imposante Rocca Aldobrandesca, au pied de laquelle peuvent être reconnues certaines sections des structures défensives préexistantes de la période étrusque. Du côté intérieur de la forteresse, une porte communicante avec le reste de la ville était ouverte.

### Murs de la Renaissance
Les murs de la Renaissance sont le résultat des travaux de rénovation et d'agrandissement réalisés en plusieurs phases par la république de Sienne entre le XVe siècle et les premières décennies du siècle suivant et par la maison de Médicis, à la fin du XVIe siècle, sur ordre de Cosme Ier de Toscane qui, en même temps, ordonna également la rénovation des murailles de Grosseto et l'amélioration de diverses fortifications situées sur le territoire actuel de la province.
Les interventions du XVIe siècle ont donné aux murailles de Sovana une grande partie de leur aspect actuel ; seules quelques portes d'accès ont été perdues.